# Revolution 9
Revolution 9 (häufig auch Revolution No. 9 oder Revolution #9 genannt) ist ein experimentelles Stück der Beatles, das auf deren neuntem Studioalbum The Beatles (dem sogenannten ‚Weißen Album‘) erschien. Anders als offiziell angegeben ist es keine Lennon/McCartney-Komposition, sondern eine Klangcollage, die John Lennon und Yoko Ono in Zusammenarbeit mit George Harrison im Juni 1968 produzierten. Paul McCartney hingegen war an der Entstehung des Stücks nicht beteiligt. Mit einer Laufzeit von acht Minuten und 22 Sekunden ist es das längste veröffentlichte Stück der Beatles.

## Entstehung
Das musikalische Konzept der Klangcollage entstand bereits in den 1940er Jahren in Verbindung mit der Musique concrète, als Künstler wie der französische Toningenieur Pierre Schaeffer neuartige technische Möglichkeiten wie Tonbandschleifen und Klangveränderung entdeckten und Naturgeräusche, Musikausschnitte und andere Samples zu oftmals verstörenden Klangexperimenten verbanden. In Anlehnung an das künstlerische Konzept der Collage entstanden dadurch von kompositorischen Konventionen entbundene Werke, die einen immensen Einfluss auf die spätere elektronische Musik und die Form des repetitiven Arrangements haben sollte. Die Beatles waren ebenso wie ihr Produzent George Martin von dieser Stilistik und von avantgardistischen Komponisten wie Karlheinz Stockhausen und John Cage fasziniert und bauten entsprechende Aufnahmetechniken ab 1966 regelmäßig in ihre Lieder ein, so etwa in Tomorrow Never Knows und Strawberry Fields Forever.
John Lennon sagte 1970 im Rolling Stone Magazin über Revolution 9: „Revolution 9 war ein unbewusstes Bild dessen, was meiner Meinung nach passieren wird, wenn es passiert; genau wie eine Zeichnung einer Revolution. Alles wurde mit Tape-Loops gemacht. Ich hatte ungefähr 30 Tape-Loops und legte sie auf den Grundtrack. Ich bekam klassische Bänder, ging nach oben und zerhackte sie, spielte sie rückwärts und solche Dinge, um die Soundeffekte zu bekommen. Eine Sache war die Teststimme eines Ingenieurs, die sagte: ‚Das ist die EMI-Testserie Nummer neun‘. Ich zerschnitt einfach, was er sagte, und ich würde es neunmal nummerieren. Neun stellte sich als mein Geburtstag und meine Glückszahl und alles heraus. Ich wusste es nicht: Es war einfach so lustig, dass die Stimme sagte: ‚Nummer neun‘; Es war wie ein Witz, die ganze Zeit die Nummer neun hineinzubringen, das war alles, was es war.“
Revolution 9 wurde am 6., 10., 11., 20. und 21. Juni 1968 in den Londoner Abbey Road Studios (Studio 1, 2 und 3) mit dem Produzenten George Martin hergestellt. Geoff Emerick war der Toningenieur der Aufnahmen.
Besetzung
- John Lennon: Klangcollagen, Stimme
- George Harrison, George Martin, Yoko Ono: Stimmen

## Verwendete Tonspuren
(Auswahl)
- “Number Nine”, gesprochen von einer männlichen Stimme (vermutlich aus einem Tonbandarchiv). Dieses Sample zieht sich als roter Faden durch die gesamte Produktion (insgesamt 13-mal).
- Klavierklänge (eingespielt von Lennon)
- Chor
- Geigen
- Orchester
- Lachen einer weiblichen Person
- Orchesterspur von A Day in the Life
- Sample eines zersplitternden Glases
- Applaus
- Mellotron
- diverse gesprochene Worte von John Lennon, George Harrison und Yoko Ono
- Baby-Geräusche
- Große Trommel
- diverse Gesangs-Samples aus dem Lied Revolution
- Pferdehufe, die auf Asphalt aufschlagen
- Klang einer Maschine (möglicherweise eines startenden Flugzeugs)
- Klang von zerknittertem Papier, durch Soundeffekte an ein knisterndes Feuer erinnernd
- Kriegsgeräusche (möglicherweise aus einem Kriegsfilm)
- verfremdete Klavierpassagen aus den Aufnahmen zu While My Guitar Gently Weeps
- zuschlagende Autotür
- weibliche Stimme (möglicherweise von einer Flughafendurchsage)
- vermutlich einige Bandspuren aus den Aufnahmen zu Tomorrow Never Knows

## Veröffentlichungen
- Am 22. November 1968 erschien in Deutschland das 13. Beatles-Album The Beatles, auf dem Revolution 9 enthalten ist. In Großbritannien wurde das Album ebenfalls am 22. November veröffentlicht, dort war es das zehnte Beatles-Album. In den USA erschien das Album drei Tage später, am 25. November, dort war es das 16. Album der Beatles.
- Am 9. November 2018 erschien die 50-jährige Jubiläumsausgabe des neu abgemischten Albums The Beatles (Super Deluxe Box) von Giles Martin und Sam Okell, auf dieser befindet sich eine bisher unveröffentlichte Version von Revolution 1 (Take 18), die am Ende eine frühe Version von Revolution 9 enthält.

## Sonstiges
Das Stück wurde in der Serie Die Simpsons in der Folge „Homer und die Sangesbrüder“ parodiert. Das Stück, mit dem Barney das Barbershop-Quartett „zu neuen Ufern führen“ will, besteht aus einer Frauenstimme, die „Number Eight“ sagt, und einem Rülpser, die ständig wiederholt werden.